# 프랭크 시나트라 주니어
프랜시스 웨인 시나트라(영어: Francis Wayne Sinatra, 1944년 1월 10일 ~ 2016년 3월 16일)는 미국의 가수이다. 프랭크 시나트라 주니어(영어: Frank Sinatra Jr.)란 이름으로 많이 알려져 있다.
시나트라는 가수이자 배우인 프랭크 시나트라와 그의 첫 번째 아내였던 낸시 바베이토 시나트라 사이에서 태어났다. 누나 낸시 시나트라와 여동생 티나 시나트라가 있었다.